# Ryder Cup 1997
Ryder Cup 1997 var den 32:e upplagan av matchspelstävlingen i golf som spelas mellan USA och Europa. 1997 års match spelades den 26 - 28 september på Real Club Valderrama i Sotogrande, Spanien. Det var första gången som Ryder Cup spelades i något annat land än USA eller Storbritannien. Europa var titelförsvarare efter att år 1995 ha vunnit på Oak Hill Country Club i Rochester, New York, USA.

## Format
Tävlingen bestod av 28 matcher, fördelade på tre dagar (fredag - söndag) enligt följande:
- Dag 1 Fyra fyrboll-matcher på förmiddagen, följt av fyra foursome-matcher på eftermiddagen
- Dag 2 Fyra fyrboll-matcher på förmiddagen, följt av fyra foursome-matcher på eftermiddagen
- Dag 3 Tolv singelmatcher

En vunnen match ger 1 poäng, medan en oavgjord match ger ½ poäng. Laget som först når 14½ poäng har vunnit. Vid oavgjort 14-14 behåller regerande mästarna (Europa) trofén.

## Lagen
De båda lagen använde sig av olika poängsysten för att avgöra vilka 10 spelare som skulle bli direktkvalificerade till laget. Därutöver fick de båda kaptenerna, Seve Ballesteros och Tom Kite, välja ytterligare två spelare var för att göra lagen kompletta.
| Europa Kapten: Seve Ballesteros |               |
| Namn                            | Världsranking |
| Colin Montgomerie               | 5             |
| Bernhard Langer                 | 20            |
| Ian Woosnam                     | 25            |
| Lee Westwood                    | 32            |
| Darren Clarke                   | 33            |
| Per-Ulrik Johansson             | 42            |
| Costantino Rocca                | 43            |
| José Maria Olazábal             | 57            |
| Thomas Bjørn                    | 73            |
| Ignacio Garrido                 | 78            |
| Nick Faldo (kaptenens val)      | 15            |
| Jesper Parnevik (kaptenens val) | 18            |

| USA Kapten: Tom Kite         |               |
| Namn                         | Världsranking |
| Tiger Woods                  | 2             |
| Tom Lehman                   | 6             |
| Phil Mickelson               | 8             |
| Mark O'Meara                 | 9             |
| Davis Love III               | 10            |
| Justin Leonard               | 11            |
| Scott Hoch                   | 13            |
| Brad Faxon                   | 16            |
| Jim Furyk                    | 21            |
| Jeff Maggert                 | 28            |
| Fred Couples (kaptenens val) | 12            |
| Lee Janzen (kaptenens val)   | 39            |

Spelarnas ranking per den 21 september 1997.

## Resultat

### Dag 1
| Fyrbollar                            | Fyrbollar | Fyrbollar | Fyrbollar | Fyrbollar                     |
| ------------------------------------ | --------- | --------- | --------- | ----------------------------- |
| José Maria Olazábal Costantino Rocca | 1 upp     |           |           | Davis Love III Phil Mickelson |
| Nick Faldo Lee Westwood              |           |           | 1 upp     | Fred Couples Brad Faxon       |
| Jesper Parnevik Per-Ulrik Johansson  | 1 upp     |           |           | Tom Lehman Jim Furyk          |
| Colin Montgomerie Bernhard Langer    |           |           | 3 & 2     | Tiger Woods Mark O'Meara      |

| Foursomes                            | Foursomes | Foursomes | Foursomes | Foursomes                   |
| ------------------------------------ | --------- | --------- | --------- | --------------------------- |
| Costantino Rocca José Maria Olazábal |           |           | 1 upp     | Scott Hoch Lee Janzen       |
| Bernhard Langer Colin Montgomerie    | 5 & 3     |           |           | Mark O'Meara Tiger Woods    |
| Nick Faldo Lee Westwood              | 3 & 2     |           |           | Justin Leonard Jeff Maggert |
| Jesper Parnevik Ignacio Garrido      |           | lika      |           | Tom Lehman Phil Mickelson   |

| Efter första dagen: | \| Europa \| 4½ \| 3½ \| USA \| |    |     |
| Europa              | 4½                              | 3½ | USA |

### Dag 2
| Fyrbollar                           | Fyrbollar | Fyrbollar | Fyrbollar | Fyrbollar                   |
| ----------------------------------- | --------- | --------- | --------- | --------------------------- |
| Colin Montgomerie Darren Clarke     | 2 upp     |           |           | Fred Couples Davis Love III |
| Ian Woosnam Thomas Bjørn            | 2 & 1     |           |           | Justin Leonard Brad Faxon   |
| Nick Faldo Lee Westwood             | 2 & 1     |           |           | Tiger Woods Mark O'Meara    |
| José Maria Olazábal Ignacio Garrido |           | lika      |           | Phil Mickelson Tom Lehman   |

| Foursomes                            | Foursomes | Foursomes | Foursomes | Foursomes                   |
| ------------------------------------ | --------- | --------- | --------- | --------------------------- |
| Colin Montgomerie Bernhard Langer    | 1 upp     |           |           | Lee Janzen Jim Furyk        |
| Nick Faldo Lee Westwood              |           |           | 2 & 1     | Scott Hoch Jeff Maggert     |
| Jesper Parnevik Ignacio Garrido      |           | lika      |           | Justin Leonard Tiger Woods  |
| José Maria Olazábal Costantino Rocca | 5 & 4     |           |           | Davis Love III Fred Couples |

| Efter andra dagen: | \| Europa \| 10½ \| 5½ \| USA \| |    |     |
| Europa             | 10½                              | 5½ | USA |

### Dag 3
| Singlar             | Singlar | Singlar | Singlar | Singlar        |
| ------------------- | ------- | ------- | ------- | -------------- |
| Ian Woosnam         |         |         | 8 & 7   | Fred Couples   |
| Per-Ulrik Johansson | 3 & 2   |         |         | Davis Love III |
| Costantino Rocca    | 4 & 2   |         |         | Tiger Woods    |
| Thomas Bjørn        |         | lika    |         | Justin Leonard |
| Darren Clarke       |         |         | 2 & 1   | Phil Mickelson |
| Jesper Parnevik     |         |         | 5 & 4   | Mark O'Meara   |
| José Maria Olazábal |         |         | 1 upp   | Lee Janzen     |
| Bernhard Langer     | 2 & 1   |         |         | Brad Faxon     |
| Lee Westwood        |         |         | 3 & 2   | Jeff Maggert   |
| Colin Montgomerie   |         | lika    |         | Scott Hoch     |
| Nick Faldo          |         |         | 3 & 2   | Jim Furyk      |
| Ignacio Garrido     |         |         | 7 & 6   | Tom Lehman     |

| Slutställning: | \| Europa \| 14½ \| 13½ \| USA \| |     |     |
| Europa         | 14½                               | 13½ | USA |

Europa ledde stort (10½ - 5½) inför söndagens singlar, som antogs bli en formalitet. Europa höll dock på att missa segern efter en till stora delar usel insats i singlarna. Tack vare segrar av Per-Ulrik Johansson, Bernhard Langer och Costantino Rocca (över Tiger Woods), så tog man dock de nödvändiga poängen och vann med minsta möjliga marginal, 14½ - 13½. Segern säkrades då Colin Montgomerie delade sin match med Scott Hoch på sista hålet (efter att Montgomerie skänkt Hoch en lång putt).